# Bakaran Batu (Sei Bamban)
Bakaran Batu is een bestuurslaag in het regentschap Serdang Bedagai van de provincie Noord-Sumatra, Indonesië. Bakaran Batu telt 2866 inwoners (volkstelling 2010).